# Hardbone
Hardbone és un grup de hard rock format a Hamburg, Alemanya en 2006.

## Àlbums
- Dirty 'n' Young (2010)
- This Is Rock ‘N' Roll (2012)
- Bone Hard (2014)
- Tailor-Made (2016)
- No Frills (2020)